# Karl Vilhelm Zetterstéen
Karl Vilhelm Zetterstéen (ur. 18 sierpnia 1866 w Orsie, zm. 1 czerwca 1953 w Uppsali) – szwedzki profesor orientalistyki, językoznawca i tłumacz.

## Życiorys
Karl Vilhelm Zetterstéen urodził się 18 sierpnia 1866 roku w miejscowości Orsa, w regionie administracyjnym Dalarna. Po ukończeniu szkoły podstawowej i średniej studiował języki semickie na Uniwersytecie w Uppsali w latach 1884–1889. Tytuł doktora otrzymał w 1894 roku na podstawie rozprawy, którą przygotował na temat dzieła Ibn Mu’ti ez-Zevaviego pt. „d-Dürretü'l-elfiyye fi'l-ʿilmi'l-ʿArabiyye”.
W 1895 roku wyjechał do Niemiec i pracował pod kierunkiem Eduarda C. Sachau na Uniwersytecie Berlińskim. Pełnił funkcję profesora języków wschodnich na Uniwersytecie w Lund w latach 1895–1904 i na Uniwersytecie w Uppsali w latach 1904–1931. W 1906 roku wraz ze szwedzkimi orientalistami, takimi jak K. F. Johannson, Johan August Lundell i Karl Bernhard Wiklund założył w Uppsali magazyn „Le Monde Oriental” , którego redaktorem był w latach 1922–1928. W 1931 roku przeszedł na emeryturę.
Zmarł w Uppsali 1 czerwca 1953 roku.